# Клаус Аугенталер
Клаус Аугенталер (нім. Klaus Augenthaler, нар. 26 вересня 1957, Фюрстенцелль) — колишній німецький футболіст, захисник. По завершенні ігрової кар'єри — тренер.
Протягом усієї ігрової кар'єри виступав за «Баварію», у складі якої став семиразовим чемпіоном Німеччини, триразовим володарем кубка та суперкубка Німеччини. У складі національної збірної Німеччини — чемпіон світу.
Як тренер очолював низку[скільки?] німецьких клубів, а також австрійський ГАК (Грац), з яким став володарем кубка Австрії.

## Клубна кар'єра
Народився 26 вересня 1957 року в місті Фюрстенцелль. Вихованець юнацьких команд футбольних клубів «Фільсхофен» та «Баварії».
У дорослому футболі дебютував 1976 року виступами за «Баварію», кольори якої й захищав протягом усієї своєї кар'єри гравця, що тривала цілих шістнадцять років. Більшість часу, проведеного у складі мюнхенської «Баварії», був основним гравцем захисту команди. За цей час сім разів виборював титул чемпіона Німеччини, тричі ставав володарем Кубка та Суперкубка Німеччини. Сім років був капітаном «Баварії». Всього за клуб провів 404 матчі й забив 52 м'ячі. На футбольному полі займав позицію центрального захисника, а також ліберо.

## Виступи за збірну
1983 року дебютував в офіційних матчах у складі збірної ФРН.
У складі збірної був учасником чемпіонату світу 1986 року у Мексиці, де разом з командою здобув «срібло», та чемпіонату світу 1990 року в Італії, здобувши того року титул чемпіона світу, Протягом кар'єри у національній команді, яка тривала 8 років, провів у формі головної команди країни 27 матчів.

## Кар'єра тренера
Розпочав тренерську кар'єру невдовзі по завершенні кар'єри гравця, 1992 року, увійшовши до тренерського штабу «Баварії». З 1994 року очолив другу команду «Баварії».
1 липня 1997 року очолив австрійський ГАК (Грац), з яким 2000 року виграв Кубок Австрії.
Надалі очолював німецькі клуби «Нюрнберг», «Баєр 04» та «Вольфсбург».
Наразі останнім місцем тренерської роботи був клуб «Унтерахінг», команду якого Клаус Аугенталер очолював як головний тренер з березня 2010 по червень 2011 року.

## Цікаві факти
Аугенталер — єдиний тренер німецької Бундесліги, який зробив в ході одного матчу 4 заміни. 18 травня 1996 року, в останній грі сезону проти «Фортуни» з Дюссельдорфа він заміщав наставника «Баварії» Франца Беккенбауера. У перерві Аугенталер замінив трьох польових гравців, а також випустили на поле Міхаеля Пробста замість Олівера Кана. Суддя матчу Лутц Вагнер не помітив помилки тренера, і матч закінчився з рахунком 2:2. Втім, «Фортуна» не стала оскаржувати результат матчу, оскільки до останнього туру обидві команди вирішили свої турнірні завдання.

## Титули та досягнення

### Як гравця
- Чемпіон Німеччини (7):

«Баварія»: 1979-80, 1980-81, 1984-85, 1985-86, 1986-87, 1988-89, 1989-90
- Володар Кубка Німеччини (3):

«Баварія»: 1981-82, 1983-84, 1985-86
- Володар Суперкубка Німеччини (2):

«Баварія»: 1987, 1990
Збірні
- Чемпіон світу (1):

ФРН: 1990
- Віцечемпіон світу: 1986

### Як тренера
- Володар Кубка Австрії (1):

ГАК (Грац): 1999-00